# Angelo Venosa
Angelo Augusto Venosa (São Paulo, 14 de agosto de 1954 – Rio de Janeiro, 17 de outubro de 2022) foi um escultor brasileiro. Um dos raros escultores egressos da chamada Geração 80, participou de edições da Bienal Internacional de São Paulo, da Bienal de Veneza e da Bienal do Mercosul, sendo considerado um dos escultores mais importantes do Brasil. Entre 2012 e 2014, foi realizada sua primeira retrospectiva de trinta anos de carreira, passando pelo Museu de Arte Moderna do Rio de Janeiro, pela Pinacoteca do Estado de São Paulo, pelo Palácio das Artes, em Belo Horizonte, e pelo Museu de Arte Moderna Aloísio Magalhães, no Recife.
Em maio de 2019, o artista foi diagnosticado com ELA. Venosa faleceu em 17 de outubro de 2022 em decorrência de problemas causados pela doença.

## Vida pessoal
É filho de imigrantes italianos provenientes da região da Basilicata.